# 로이드 보크너

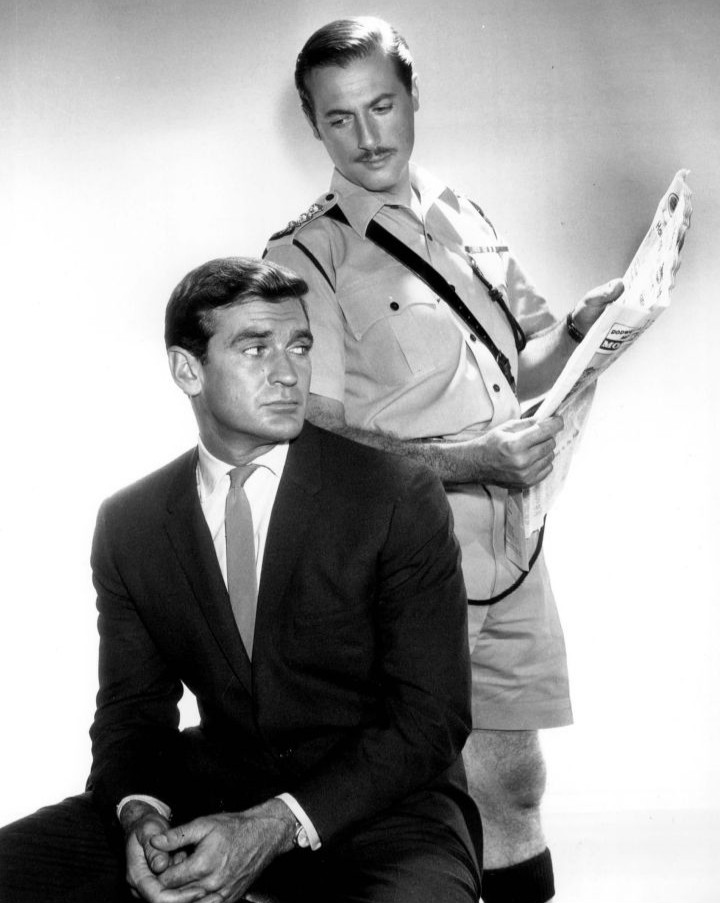

로이드 보크너(Lloyd Bochner, 1924년 7월 29일 ~ 2005년 10월 29일)는 캐나다의 배우, 영화배우, 성우, 텔레비전 배우이다.
토론토에서 태어났으며 샌타모니카에서 사망하였다. 사인은 암이다.

## 영화
- 파이널 미션 (1998년)
- 미이라의 전설 (1997년)
- 배트맨 - 고담의 기사 (1997년)
- 닥터 퀸 (1993년)
- 랜드슬라이드 (1992년)
- 총알 탄 사나이 2 (1991년)
- 사랑의 승리 (1990년)
- 4차원 도시 (1989년)
- 베일 속의 그림자 (1987년)
- 크레이지 댄 (1986년)
- 모래성의 연인들 (1986년)
- 루이지애나 (1984년)
- 호텔 - 시리즈 (1983년)
- 외로운 법정 (1983년)
- 미로 (1982년)
- 다이너스티 (1981년)
- 핫 터치 (1981년)
- 리엘 (1979년)
- 꿈꾸는 낙원 (1978년)
- 배틀스타 갤럭티카 - 78년 시리즈 (1978년)
- 사랑의 유람선 (1977년)
- 미녀 삼총사 - TV 시리즈 (1976년)
- 그 시간의 좋은 생각 (1975년)
- 맨 인 더 글래스 부스 (1975년)
- 6백만 달러의 사나이 - TV 시리즈 (1974년)
- 명탐정 바나비 존즈 (1973년)
- 사탄의 여학교 (1973년)
- 울자나스 레이드 (1972년) - Capt. 찰스 게이츠 역
- 던위치 호러 (1970년)
- 수사관 맥클라우드 (1970년)
- 닥터 게논 (1969년)
- 호스 인 더 그레이 플래늘 슈트 (1968년)
- 하와이 5-0수사대 (1968년)
- 비밀지령 (1968년)
- 형사 (1968년)
- 토니 로마 (1967년)
- 스트레인저 온 더 런 (1967년) - 미스터 고먼 역
- 포인트 블랭크 (1967년) - 프레더릭 역
- 제5전선 (1966년)
- 첩보원 0011 (1964년)
- 해저 여행 (1964년)
- 스튜디오 원 (1948년)